# ولادک شیبال
ولادک شیبال (به لهستانی: Vladek Sheybal) (زاده ۱۲ مارس ۱۹۲۳- درگذشته ۱۶ اکتبر ۱۹۹۲) بازیگرلهستانی بود.
از فیلم‌های معروف او می‌توان به بازی در فیلم‌های از روسیه با عشق، سپیده‌دم سرخ، فراطبیعی و پیلاطس و دیگران اشاره کرد.